# Ligia yamanishii
Ligia yamanishii là một loài chân đều trong họ Ligiidae. Loài này được Nunomura miêu tả khoa học năm 1990.